# Orezzoli
Orezzoli è una frazione del comune di Ottone (Italia), sito nella val d'Aveto in provincia di Piacenza.

## Storia
Appartenuto da secoli ad un ramo secondario dei Malaspina dello Spino secco, il marchesato sovrano fu amministrato in condominio da tre linee familiari con i capofamiglia. Fu soppresso nel 1797 con le nuove disposizioni napoleoniche.
Al giorno d’oggi ci sono tre famiglie principali: Canevari, Malaspina e poi i Curti.

## Luoghi di Interesse
Nella frazione si trova la Chiesa parrocchiale di San Pietro, situata in cima al paese. A poche centinaia di metri prima dell’ingresso del paese si trova invece il cimitero locale. Il cuore pulsante della vita del paese è rappresentato da un edificio situato a pochi passi dalla chiesa, conosciuto come “La Scuola” o “Il Pozzo”. Un tempo adibito a scuola, oggi non è più attivo come istituto scolastico, ma è diventato il circolo del paese, sede di sagre, feste serali e altri momenti di aggregazione. 
Mentre nel versante frontale vi è locata la frazione di Orezzoli di Là in cui vi è l'Oratorio di Nostra Signora di Montallegro.

## Geografia
Il paesino si estende nel versante ovest della Val D’Aveto, abbracciato dai monti:
- Veri (1223 m);
- Spinarolo (1226 m);
- Dego (1427 m);
- Bufalora (1440 m);
- Oramara (1522 m);
- Pessino (1255 m);

Confinante con le terre di Ottone e Cerignale.

## Usanze
Gli usi e costumi del posto sono classici dei paesini di montagna: La cucina locale è incentrata principalmente sulla carne (non consigliabile per i vegani o per gli animalisti). La gioventù gioca ancora per strada e si gode la natura poiché non sono distratti dai dispositivi elettronici data la quasi totale assenza di connessione dati. Le sagre di paese sono frequentissime nel mese di Agosto dove il paese raggiunge il picco di abitanti. Vi è ancora quella amicizia verso il prossimo e la cordialità tra i vicini di casa. 

## Web
Orezzoli, Ottone Podcast, su Loquis. URL consultato il 30 Maggio 2025.
I Bagai De Oreseri, su Instagram. Account primario
La Giovine Orezzoli , su Instagram. Account secondario